# Республика Гагаузия
Респу́блика Гагау́зия (гаг. Gagauz Respublikası) — самопровозглашённое государство на части территории бывшей Молдавской ССР, существовавшее с 1990 по 1994 (юридически), фактически — до 1995. Мирно реинтегрировано в декабре 1994 — июле 1995 в состав Республики Молдова. Ныне — Автономное территориальное образование Гагаузия.

## История

### Предыстория
Первые дискуссионные клубы по проблемам народа Гагаузии появились в конце 1980-х годов.
21 мая 1989 года состоялся первый съезд представителей гагаузского народа. Так возникло общегагаузское общественное движение «Гагауз халкы».
12 ноября 1989 года состоялся Чрезвычайный съезд представителей гагаузского народа, на котором была провозглашена Гагаузская Автономная Советская Социалистическая Республика в составе Молдавской ССР, но на следующий день Президиум Верховного Совета Молдавской ССР отменил решения Чрезвычайного съезда, назвав их антиконституционными.

### Образование республики
19 августа 1990 года состоялся I Съезд народных депутатов степного юга Молдавской ССР, на котором была принята «Декларация о свободе и независимости гагаузского народа от Республики Молдова», провозгласив Республику Гагаузию в составе СССР. 21 августа на чрезвычайном заседании Президиума Верховного Совета Молдавской ССР решение о провозглашении республики было признано незаконным, а проведение съезда депутатов — антиконституционным.
С целью «пресечения сепаратизма» отряд молдавских волонтёров в сопровождении отрядов милиции направился в Гагаузию. В Гагаузии началась мобилизация. Эти события получили название «Поход на Гагаузию». Гагаузия стояла на пороге гражданской войны, однако прибытие частей Советской Армии и внутренних войск МВД СССР предотвратило кровопролитие.

### Существование республики
На протяжении четырёх лет после этого Гагаузская Республика существовала как непризнанное государство. Были сформированы и функционировали основные органы государственной власти (Президент, Верховный Совет, министерства и ведомства, армия (батальон спецназа «Буджак» в 1990—1995)).
Своей национальной валюты Гагаузия, в отличие от образованного тогда же в 1990 году Приднестровья, не вводила.
Руководителем Республики Гагаузия за весь период её существования был Степан Топал.
В декабре 1994 на основе достигнутых соглашений Республики Гагаузия и Молдовы был подписан документ о мирной интеграции Гагаузии на правах автономии, что и было осуществлено до лета 1995 года. С этого момента Республика Гагаузия трансформировалась в Автономное образование Гагаузия — Гагауз Ери.